# Kapitein Bakbaard
Kapitein Bakbaard is een stripreeks van de Belgische tekenaar Francis Bertrand. Hij heeft alle verhalen zelf getekend, maar voor het scenario heeft hij soms een beroep gedaan op een scenarioschrijver.
Kapitein Bakbaard is de kapitein van een bouwvallige sleepboot, die wanhopig probeert om opdrachten binnen te halen. Soms lukt dit, maar dan leidt het steevast tot allerlei vreemde avonturen.

## Enkele personages
- Kapitein Bakbaard, die nog het meest lijkt op meneer Haasje uit de stripverhalen van Bram Jager en zijn buur.
- De Engelsman Hamington, een betalende passagier.
- De telegrafist, die het buskruit niet bepaald heeft uitgevonden, en vooral steeds ruzie heeft met de draden van zijn telegraaf.
- Het schip, de Waterwolf.

## Verhalen
Alle verhalen (in totaal 210 pagina's) zijn verschenen in het tijdschrift Robbedoes, maar geen enkel verhaal is in het Nederlands in een album verschenen; er is wel een album in het Frans verschenen, met daarin twee verhalen (Met de boot in de soep en Zeven zielen in de zon).
De tekeningen zijn steeds van Francis; de teksten ook, tenzij anders aangegeven.
1. Kapitein Bakbaard, 8 pagina's, Robbedoes 1713;
2. Hoofdstuk 2, 8 pagina's, Robbedoes 1741 (tekst Jean-Marie Brouyère);
3. Hoofdstuk 3, 8 pagina's, Robbedoes 1763 (tekst Jean-Marie Brouyère);
4. Hoofdstuk 4: De ongewone lading, 12 pagina's, Robbedoes 1767;
5. Hoofdstuk 5, 8 pagina's, Robbedoes 1792;
6. Hoofdstuk 6: Fantastische bootreis, 8 pagina's, Robbedoes 1816;
7. De waterwolf zoekt prooi, 8 pagina's, Robbedoes 1720;
8. Atlantic Club, 10 pagina's, Robbedoes 1840 (tekst Bruno);
9. Met de boot in de soep, 30 pagina's, Robbedoes 1895-1907;
10. Boem op de Stille Zuidzee, 14 pagina's, Robbedoes 1926;
11. Het uurrecord, 8 pagina's, Robbedoes 1952 (tekst Lemasque);
12. Zeven zielen in de zon, 44 pagina's, Robbedoes 1991-1999 (tekst Mittéï);
13. In de wolken met 'n koopje, 44 pagina's, Robbedoes 2070-2083 (tekst Mittéï).

## Trivia
Kapitein Bakbaard heeft een gastoptreden in het verhaal Grijpers van de Samoerai, uit de reeks De Mini-mensjes van Seron en Mittéi. Ook in de verhalen van Bram Jager maakt hij enkele keren zijn opwachting.